# Otto per mille
L'otto per mille (spesso abbreviato in 8xmille) è la quota di imposta sui redditi soggetti IRPEF, che lo Stato italiano distribuisce, in base alle scelte effettuate nelle dichiarazioni dei redditi, fra sé stesso e le confessioni religiose – attualmente sono dodici – che hanno stipulato un'intesa. È stata introdotta dall'art. 47 della legge n.222 il 20 maggio 1985, (durante il Governo Craxi I) in attuazione dell'Accordo di Villa Madama del 1984 tra la Repubblica Italiana e la Santa Sede, nella qualità di rappresentante della Chiesa cattolica. La norma stabilisce gli ambiti nei quali i soggetti beneficiari dell'otto per mille possano impiegare i fondi ricevuti, nonché il meccanismo di calcolo di tale quota.
I contribuenti non sono tenuti a esercitare obbligatoriamente l'opzione per la destinazione dell'otto per mille, ma anche l'otto per mille del gettito fiscale di chi non effettua tale scelta o di chi è esonerato dalla dichiarazione dei redditi viene ripartito tra i soggetti beneficiari, in proporzione alle scelte espresse (mediamente il 42,73% dei contribuenti hanno espresso una scelta tra il 1990 e il 2007) e salvo rinuncia unilaterale dei medesimi.

## Storia
Il rapporto tra lo Stato italiano e le diverse confessioni religiose presenti sul suo territorio può esser fatto risalire allo Statuto Albertino del 1848 (prima in vigore nel solo Regno di Sardegna, poi esteso al nascente Regno d'Italia). L'articolo 1 dello Statuto Albertino tollerava ogni culto conforme alle leggi e riconosceva il cattolicesimo come religione di Stato.
Con i Patti Lateranensi del 1929, che codificavano i rapporti tra Stato italiano e Chiesa cattolica, lo Stato si impegnava a pagare lo stipendio al clero cattolico mediante il meccanismo della Congrua. Tale meccanismo si fondava sul riconoscimento del pregiudizio economico subito dai cattolici a causa delle molteplici confische di beni ecclesiastici nel corso del secolo XIX, con l'applicazione delle leggi Siccardi del 1850, le leggi Rattazzi del 1854 e 1855, quelle che istituirono l'eversione dell'asse ecclesiastico del periodo 1866-1867 e l'annessione dello Stato Pontificio al Regno d'Italia nel 1870 a seguito della breccia di Porta Pia.
Nel 1948 la Costituzione repubblicana sancì (art. 3) l'uguaglianza degli individui a prescindere dalla religione. L'abolizione ufficiale è del 1984 (protocollo addizionale, punto 1) con la revisione dei Patti Lateranensi e con la sentenza n. 203/1989 della Corte costituzionale, che fissa la laicità come principio supremo dello Stato.
Con la firma del nuovo concordato (18 febbraio 1984) tra l'allora presidente del consiglio italiano Bettino Craxi e il segretario di stato del Vaticano Agostino Casaroli si stabilì che il sostegno dello Stato alla Chiesa (studiato dall'allora ministro del Bilancio Paolo Cirino Pomicino) avvenisse nel quadro della devoluzione di una frazione del gettito totale IRPEF (l'otto per mille, appunto) da parte dello Stato alla Chiesa cattolica e alle altre confessioni (per scopi religiosi o caritativi) o allo Stato stesso (per scopi sociali o assistenziali), in base alle opzioni espresse dai contribuenti sulla dichiarazione dei redditi. La materia fu poi regolamentata dalla legge n. 222 del 20 maggio 1985 e da successivi decreti legge e circolari.
Negli anni successivi lo Stato italiano firmò intese analoghe con:
- le Assemblee di Dio in Italia, nel 1986;
- la Chiesa cristiana avventista del settimo giorno, nel 1986;
- l'Unione delle chiese metodiste e valdesi, nel 1993;
- la Chiesa evangelica luterana in Italia, nel 1995;
- l'Unione delle comunità ebraiche italiane, nel 1996.

Al 2013 erano nove le confessioni religiose che possono ricevere l'otto per mille. Nel 2016 sono divenute dodici.
Ulteriori intese con altre confessioni sono state sottoscritte e restano in attesa di ratifica parlamentare..

## Soggetti beneficiari

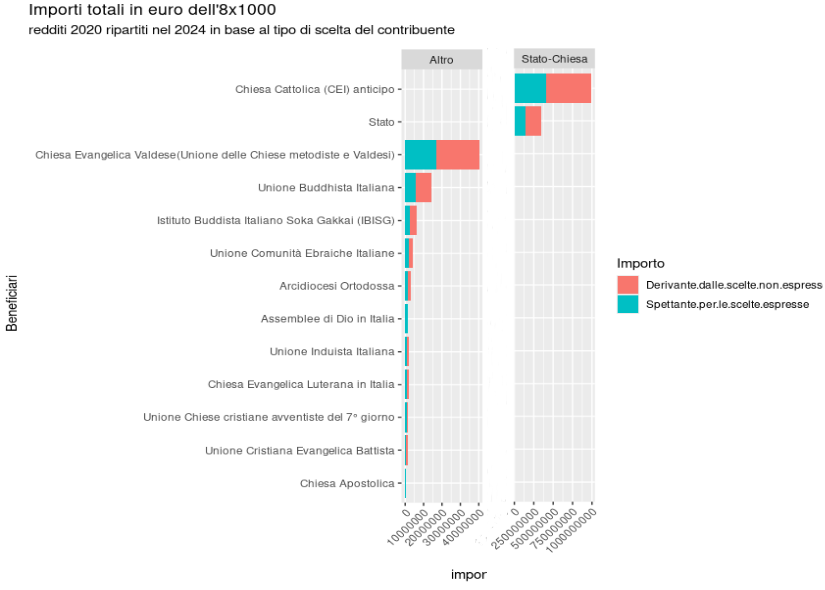
Fonte: [https://www1.finanze.gov.it/finanze/stat_8xMilleSerie/public/index.php?&req_classe=01 Dipartimento delle finanze

Partecipano alla ripartizione dell'otto per mille del gettito IRPEF lo Stato, la Chiesa cattolica e le confessioni diverse dalla cattolica che hanno stipulato intese con lo Stato ai sensi dell'art. 8 della Costituzione ad eccezione della Chiesa di Gesù Cristo dei santi degli ultimi giorni (mormoni) che, pur avendo stipulato un'intesa, ha rinunciato a partecipare alla ripartizione:
- lo Stato
- la Chiesa cattolica, in virtù dell'accordo di revisione del Concordato lateranense del 1984[5] concorre alla ripartizione anche per le quote non espresse.
- la Chiesa valdese, Unione delle Chiese metodiste e valdesi[6] Con la Legge 8 giugno 2009, n. 68 concorre alla ripartizione anche per le quote non espresse dal 2010
- l'Unione delle chiese cristiane avventiste del settimo giorno[7] concorre alla ripartizione anche per le quote non espresse.
- le Assemblee di Dio in Italia (Pentecostali)[8] concorre alla ripartizione soltanto per le quote espresse, mentre rinuncia a favore dello stato per la parte di quote non espresse.
- l'Unione delle comunità ebraiche italiane[9] concorre alla ripartizione anche per le quote non espresse.
- la Chiesa evangelica luterana in Italia[10] concorre alla ripartizione anche per le quote non espresse.
- l'Unione cristiana evangelica battista d'Italia, che pur avendo stipulato un'intesa con lo Stato,[11] ha rifiutato di ricevere fondi per l'otto per mille fino al 2012. Con la legge 12 marzo 2012 n. 34[12] concorre alla ripartizione anche per le quote non espresse dal 2013.
- la Sacra arcidiocesi ortodossa d'Italia ed esarcato per l'Europa meridionale[13] concorre alla ripartizione dal 2013 anche per le quote non espresse.
- la Chiesa apostolica in Italia (pentecostali)[14] concorre alla ripartizione dal 2013 soltanto per le quote espresse, mentre rinuncia a favore dello stato per la parte di quote non espresse.
- l'Unione buddhista italiana[15] concorre alla ripartizione, anche per le quote non espresse, a seguito dell'entrata in vigore della legge 31 dicembre 2012, n. 245[16] dal 2014.
- l'Unione induista italiana[17] concorre alla ripartizione, anche per le quote non espresse, a seguito dell'entrata in vigore della legge 31 dicembre 2012, n. 246[18] dal 2014.
- Istituto Buddista Italiano Soka Gakkai[19], concorre alla ripartizione[20][21], anche per le quote non espresse, a seguito dell'entrata in vigore della legge 28 giugno 2016, n. 130, dal 2017.[22]
- Associazione Chiesa d'Inghilterra (conclusa il 30 luglio 2019, ratificata con Legge 29 dicembre 2021, n. 240)[23]

### Intese firmate e mai perfezionate
In alcuni casi, come ad esempio con l'UCOII, non si è ancora riusciti ad arrivare ad una bozza di intesa nonostante l'apertura delle trattative, mentre in altri, esse sono state firmate ma successivamente non sono perfezionate dal parlamento, e pertanto non sono mai entrate in vigore:
- Congregazione cristiana dei testimoni di Geova (conclusa il 20 marzo 2000, revisione conclusa il 4 aprile 2007). Nella XVI legislatura, la I Commissione Affari Costituzionali della Camera ha esaminato il disegno di legge di recepimento dell'intesa con la Congregazione cristiana dei testimoni di Geova in Italia, senza pervenire alla sua approvazione.[26]
- terza revisione dell'intesa con l'Unione delle Chiese cristiane avventiste del settimo giorno (conclusa il 23 aprile 2004, revisione conclusa il 4 aprile 2007)
- terza revisione dell'intesa con la Tavola Valdese (conclusa il 27 maggio 2005, revisione conclusa il 4 aprile 2007)

## Impieghi
Le finalità per le quali le singole Chiese possono impiegare i fondi loro assegnati sono concordati nell'intesa in base alla quale esse sono state ammesse al finanziamento.

### Stato
Il Governo dedica alla gestione dei fondi di pertinenza statale una sezione del suo sito Internet, dove è possibile sia consultare l'elenco delle attività finanziate negli anni precedenti, sia candidarsi per ricevere finanziamenti ad attività che rientrino nelle categorie previste.
L'art. 48 della legge n. 222/1985 (modificato dall'art. 1, comma 206, della l. 27 dicembre 2013, n. 147 e dall'art. 21, comma 1, della l. 7 aprile 2017, n.47) stabilisce che le quote sono utilizzate dallo Stato per tre distinte finalità: interventi straordinari per fame nel mondo, calamità naturali, assistenza ai rifugiati e ai minori stranieri non accompagnati; conservazione di beni culturali; ristrutturazione, miglioramento, messa in sicurezza, adeguamento antisismico ed efficientamento energetico degli immobili di proprietà pubblica adibiti all'istruzione scolastica.
Con la legge finanziaria del 2004 si è stabilito che della quota devoluta allo Stato 80 milioni di euro vengono trasferiti nelle spese ordinarie. Questa decisione ha suscitato polemiche, perché nel 2004 con parte dei fondi è stata finanziata la missione militare in Iraq (Missione Antica Babilonia). La decurtazione è stata aumentata a € 86.624.731 con la Finanziaria 2005, per le erogazioni dell'anno 2009, di cui alle dichiarazioni del 2006.
Ulteriori polemiche sono nate con la finanziaria del 2008. La restituzione di 60 milioni di euro alla finalità originaria era prevista nella legge finanziaria del governo Prodi, ma è stata cancellata dalla manovra di luglio del governo Berlusconi allo scopo di esentare tutti i cittadini dall'ICI sull'abitazione principale.
Nel 2010 per le somme destinate allo Stato nelle dichiarazioni dei redditi del 2007, la decurtazione è stata ridotta a € 7.461.241.
Nel 2011 per le somme destinate allo Stato nelle dichiarazioni dei redditi del 2008, il Governo, per mancanza di disponibilità finanziaria, ha deciso di destinare l'intera somma, circa € 145.000.000, a scopi estranei a quelli di cui alla legge n. 222/1985. Infatti con D.L. n. 211/2011 è stata sottratta dalla quota riservata allo Stato per il 2011 la somma di € 57.277.063 per l'adeguamento, il potenziamento e la messa a norma delle infrastrutture penitenziarie, mentre altri 64 milioni di euro sono stati destinati alla Protezione civile per le esigenze della flotta aerea antincendi.
Lo Stato non fa pubblicità per l'otto per mille e secondo alcuni ciò spiega il crollo delle preferenze per lo Stato: la sua percentuale è scesa dal 23% del 1990 all'8,3% del 2006. Gli enti senza fini di lucro che vogliono accedere ai fondi devono presentare apposita proposta entro il 15 marzo di ogni anno. Per il 2008 sono state seguite le modalità di cui al D.P.C.M. 23 novembre 2007.
I dati qui riportati fanno riferimento ai fondi incassati nell'anno 2004 (relativi ai redditi denunciati nel 2001). Ove i dati non erano disponibili, sono state usate informazioni relative agli anni precedenti. Nel 2004 lo Stato ha ricevuto circa 100 milioni di euro. Di questi:
- 80 milioni sono stati trasferiti al bilancio generale,
- 20 milioni sono stati distribuiti per interventi straordinari negli ambiti stabiliti dalla legge, in questo modo:
  - 44,64% conservazione dei beni culturali cattolici,
  - 24,73% calamità naturali,
  - 23,03% conservazione dei beni culturali civili,
  - 4,44% fame nel mondo,
  - 3,16% assistenza rifugiati.

Con la legge n. 147 del 27 dicembre 2013 (Legge di Stabilità 2014) è stata deliberata la possibilità di spesa della quota dell'otto per mille destinata allo Stato per interventi urgenti in materia di sicurezza delle strutture scolastiche. Nello specifico si è aggiunta come possibile destinazione della quota parte riservata allo Stato per "gli interventi relativi alla ristrutturazione, al miglioramento, alla messa in sicurezza, all'adeguamento antisismico ed all'efficientamento energetico degli immobili di proprietà pubblica adibiti all'istruzione scolastica".
La destinazione dei finanziamenti statali è ricostruibile per gli ultimi anni, per settore, in queste tabelle fornite dal Governo
| Totale dei finanziamenti dello Stato, per settore, in milioni di euro |      |       |      |      |      |      |      |      |       |      |      |      |      |      |      |      |        |
| Anno                                                                  | 2002 | 2003  | 2004 | 2005 | 2006 | 2007 | 2008 | 2009 | 2010  | 2011 | 2012 | 2013 | 2014 | 2015 | 2016 | 2017 | totale |
| Beni culturali                                                        | 68,5 | 64,2  | 13,9 | 7,9  | -    | 32,8 | -    | 26,2 | 108,5 | -    | -    | -    | 6,7  | -    | 8,2  | 6,0  | 342,9  |
| Calamità naturali                                                     | 19,0 | 26,2  | 5,1  | 2,8  | -    | 3,6  | 3,5  | 14,3 | 22,6  | -    | -    | -    | 6,7  | -    | 8,2  | 12,0 | 124,0  |
| Assistenza rifugiati                                                  | 9,0  | 8,7   | 0,6  | 0,6  | -    | 9,8  | -    | 2,6  | 7,9   | -    | -    | -    | 6,7  | -    | 8,2  | 3,0  | 57,1   |
| Fame nel mondo                                                        | 2,7  | 2,3   | 0,9  | 0,4  | 4,7  | 0,3  | -    | 0,8  | 5,4   | -    | -    | 0,4  | 6,7  | -    | 8,2  | 3,0  | 35,8   |
| Edilizia scolastica                                                   | -    | -     | -    | -    | -    | -    | -    | -    | -     | -    | -    | -    | 6,7  | -    | 8,2  | 6,0  | 20,9   |
| Totale                                                                | 99,2 | 101,5 | 20,5 | 11,8 | 4,7  | 46,5 | 3,5  | 43,9 | 144,4 | -    | -    | 0,4  | 33,5 | -    | 40,9 | 30,0 | 580,8  |

Per gli anni 2011 e 2012 non si è proceduto alla predisposizione del decreto di ripartizione della quota dell'otto per mille dell'IRPEF a diretta gestione statale per mancanza di disponibilità finanziaria (cfr. i relativi Comunicati della presidenza del Consiglio dei Ministri del 13 gennaio 2012 e del 26 gennaio 2013). A copertura degli oneri derivanti dai maggiori interessi sul debito pubblico, connessi all'emissione di titoli di Stato per il pagamento dei debiti delle pubbliche amministrazioni, di 17,1 milioni di euro nel 2014 (da 559,5 a 576,6 milioni) e di 70,35 milioni a decorrere dall'anno 2015 (da 570,45 a 640,8 milioni) lo Stato ha provveduto quanto a 2,1 milioni per il 2014 e a 20 milioni a decorrere dal 2015 mediante riduzione dell'autorizzazione di spesa relativa all'8 per mille IRPEF di competenza statale. È stata avanzata una proposta di legge per la destinazione della quota dell'otto per mille del gettito dell'imposta sul reddito delle persone fisiche alla promozione della lingua e della cultura italiane all'estero, un'altra per la destinazione al finanziamento di progetti di ricerca ad alto contenuto scientifico miranti al miglioramento della qualità della vita ed un'altra per la destinazione ad a interventi di valorizzazione e ammodernamento del patrimonio immobiliare scolastico, nonché una circa l'obbligo di informazione, divulgazione e propaganda da parte dello Stato in merito alla quota. Nell'agosto 2013 la Camera ha impegnato il Governo a non prevedere di utilizzare nei prossimi decreti o disegni di legge i fondi di gestione statale dell'otto per mille per le coperture di spesa. All'onere derivante dall'esclusione dei libri scolastici dal provvedimento di abolizione parziale dell'IVA agevolata, pari a 35 milioni di euro a decorrere dal 2014, il Governo ha provveduto, quanto a 20 milioni di euro per l'anno 2014, mediante corrispondente riduzione dell'autorizzazione di spesa relativamente alla quota destinata allo Stato dell'otto per mille, e quanto a 15 milioni di euro per l'anno 2014 e 35 milioni di euro a decorrere dall'anno 2015; analogamente è stato deciso per le detrazioni fiscali per interventi di efficienza energetica, di ristrutturazione edilizia e per l'acquisto di mobili, per l'assegno ai nuclei familiari di cittadini dell'UE residenti in Italia con almeno tre figli minori, per finanziamenti per l'acquisto di nuovi macchinari, impianti e attrezzature da parte delle piccole e medie imprese, per la proroga del credito d'imposta per la produzione, la distribuzione e l'esercizio cinematografico, per misure per l'aumento della produttività nei porti, per la proroga del termine di versamento dell'imposta sulle transazioni finanziarie e per disposizioni urgenti per il rilancio della nautica da diporto e del turismo nautico. Misure urgenti per la promozione della musica di giovani artisti e compositori emergenti, nonché degli eventi di spettacolo dal vivo di portata minore sono state finanziate tramite l'8x1000. Nel gennaio 2014 la Camera ha impegnato il Governo a prevedere la destinazione, se necessario anche prevedendo interventi di modifica della normativa vigente, di una quota parte dell'8 per mille destinata allo Stato per il sostegno alle politiche sociali di contrasto alla povertà.

### Chiesa cattolica
La somma ricevuta dalla Chiesa cattolica deve essere impiegata "per esigenze di culto della popolazione, sostentamento del clero, interventi caritativi a favore della collettività nazionale o di paesi del terzo mondo", così come previsto dall'art. 48 della L. 222/1985. Ogni anno la Conferenza Episcopale Italiana pubblica il resoconto riassuntivo delle spese, che riporta la distribuzione dei fondi tra le voci principali, senza elencare in dettaglio i progetti finanziati e la spesa corrispondente.
La 71ª Assemblea Generale della Conferenza Episcopale Italiana tenutasi dal 21 al 24 maggio 2018 ha approvato la ripartizione e assegnazione delle somme derivanti dall’otto per mille dell’IRPEF per l’anno 2018.
| Assegnazioni totali                                                   | Categoria               | Ripartizione     |
| --------------------------------------------------------------------- | ----------------------- | ---------------- |
| Sostentamento del clero                                               | Sostentamento del clero | € 368.000.000,00 |
| Alle diocesi per carità                                               | Interventi caritativi   | € 150.000.000,00 |
| Paesi del Terzo Mondo                                                 | Interventi caritativi   | € 65.000.000,00  |
| Interventi di rilievo nazionale per la carità                         | Interventi caritativi   | € 60.000.000,00  |
| Alle diocesi per culto e pastorale                                    | Esigenze di culto       | € 156.000.000,00 |
| Nuova edilizia di culto                                               | Esigenze di culto       | € 107.000.000,00 |
| Interventi di rilievo nazionale per culto e pastorale                 | Esigenze di culto       | € 40.000.000,00  |
| Tutela e restauro dei beni culturali ecclesiastici                    | Esigenze di culto       | € 25.000.000,00  |
| Tribunali ecclesiastici italiani per la cause di nullità matrimoniale | Esigenze di culto       | € 13.500.000,00  |
| Fondo per la catechesi e l’educazione cristiana                       | Esigenze di culto       | € 13.000.000,00  |
| Totale                                                                |                         | € 997.500.000,00 |

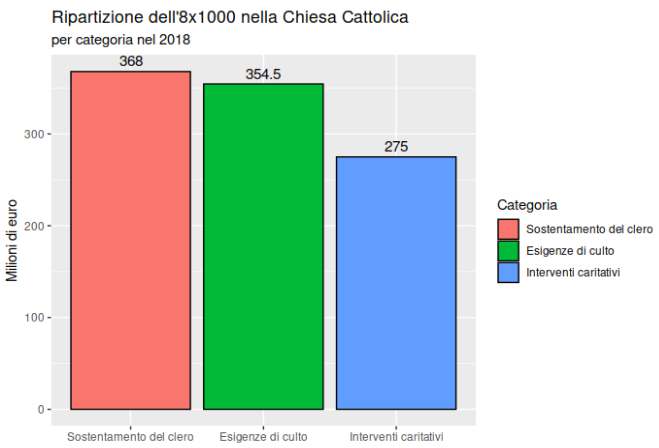
[https://www.8xmille.it/sites/default/files/rendiconto.pdf Dati forniti dal Rendiconto dell'8x1000 della Chiesa cattolica

Nel 2008 la Chiesa cattolica ha speso 22 milioni di euro in pubblicità, pari al 2,33% dei fondi per quell'anno. Il cardinale Attilio Nicora, già presidente dell'Amministrazione del patrimonio della Sede Apostolica, in un'intervista trasmessa dalla Rai il 30 maggio 2010 auspicava un incremento della percentuale di fondi per la carità (all'epoca da lui stesso stimati in una quota pari al 20%), in modo che la ripartizione rispecchi il messaggio trasmesso tramite la campagna pubblicitaria commissionata dalla Chiesa. Il 2 agosto 2012 l'Associazione per i diritti degli utenti e consumatori ha presentato un esposto all'Autorità garante della concorrenza e del mercato ritenendo ingannevole la campagna pubblicitaria 2012, in quanto lascerebbe intendere che tutto il ricavato dell'8 x 1000 destinato alla Chiesa cattolica venga destinato per scopi di carità.

### Chiese valdesi e metodiste
Nel 1993 le chiese valdesi e metodiste hanno deciso di avvalersi della legge e di accedere alla riscossione dell'8 per mille dell'IRPEF. Nel prendere questa decisione il sinodo ha fissato però un criterio guida. Ha stabilito che la somma ottenuta non fosse utilizzata per fini di culto, non servisse cioè al mantenimento dei pastori e delle attività cultuali della chiesa, ma unicamente per progetti di natura assistenziale, sociale e culturale e che una quota corrispondente al 30% dell'importo totale fosse riservata a progetti nei Paesi in via di sviluppo, in collaborazione con organismi internazionali religiosi e laici.
Ogni anno viene pubblicato il resoconto dettagliato, che elenca tutti i progetti finanziati e la relativa spesa.
Nel 2014 l'Otto per Mille delle chiese valdesi e metodiste ha finanziato 1.164 progetti, di cui il 50% circa all'estero per un totale di oltre 37 milioni di euro. Si tratta di progetti sociali, culturali e assistenziali realizzati da centinaia di associazioni di diverso orientamento culturale e religioso.
I fondi incassati nel 2012, relativi all'anno 2008, ammontavano a 14,2 milioni di euro, cui si sono aggiunti 0,7 milioni di euro di interessi e sopravvenienze dell'attivo. La ripartizione della somma complessivamente disponibile, pari a 14,9 milioni di euro, è stata la seguente (dati in milioni di euro):
- Progetti a scopo benefico in Italia 9,84 (69,3%)
  - anziani 0,64
  - assistenza sociale 1,53
  - cultura, pace e diritti umani 3,5
  - bambini e giovani 1,4
  - cultura 2,29
  - diritti umani 0,1
  - formazione professionale 0,16
  - immigrati 0,67
  - sanità 0,33
  - ricerca 0,33
  - sisma Emilia-Romagna 0,3
  - fondo di emergenza 0,13
- Progetti a scopo benefico all'estero 4,05 (28,5%)
  - anziani e sanità 1,22
  - bambini e giovani 0,7
  - sviluppo agricolo e attività produttive 0,5
  - assistenza sociale 0,5
  - cultura, pace e diritti umani 0,26
  - ambiente 0,15
  - progetti Heks-Eper 0,32
- Pubblicità 0,7 (5,0%)
- Spese di gestione e spese di personale 0,13 (0,9%)

### Chiesa evangelica luterana
La somma ricevuta dalla Chiesa evangelica luterana è destinata per legge al sostentamento dei ministri di culto, a specifiche esigenze di culto e di evangelizzazione e a interventi sociali, assistenziali, umanitari e culturali in Italia e all'estero, da condursi direttamente o attraverso le Comunità ad essa collegate.
Ogni anno viene pubblicato un resoconto delle spese, che riporta la distribuzione dei fondi tra le voci principali senza elencare gli specifici progetti finanziati o l'importo corrispondente.
I fondi incassati nel 2012 ammontavano a 3,356 milioni di euro. Della somma complessivamente disponibile sono stati ripartiti nel modo seguente (dati in milioni di euro):
- evangelizzazione 1,538 (44,75%)
- ministri di culto 0,95 (27,63%)
- missione all'estero 0,36 (10,4%)
- opere sociali 0,28 (8,15%)
- cultura 0,2 (5,91%)
- gestione e comunicazione 0,14 (4,9%)

### Unione delle comunità ebraiche
In base all'intesa del 1996, l'Unione delle Comunità ebraiche italiane destina le somme devolute alle finalità istituzionali dell'ente indicate dall'articolo 19 della legge 8 marzo 1989, n. 101, con particolare riguardo alle attività culturali, alla salvaguardia del patrimonio storico, artistico e culturale, nonché ad interventi sociali ed umanitari volti in special modo alla tutela delle minoranze contro il razzismo e l'antisemitismo.
In base al resoconto sulla distribuzione dei fondi relativa al 2011 la somma incassata era stata distribuita in questo modo:
| Attività                                                       | Importo (€) |
| -------------------------------------------------------------- | ----------- |
| Corso di formazione per insegnanti                             | 5000,00     |
| Programma per i giovani per conoscere Israele                  | 10000,00    |
| Valorizzazione anziani casa di riposo                          | 16000,00    |
| Portale osservatorio antisemitismo                             | 40000,00    |
| Portale della memoria                                          | 10000,00    |
| Progetto memoria                                               | 10000,00    |
| Assistenza domiciliare ad anziani                              | 16500,00    |
| Programma peri giovani per conoscere Israele                   | 8000,00     |
| Festival culturale oy oy oy                                    | 12000,00    |
| Progetto sociale per garantire colonia estiva ai meno abbienti | 20000,00    |
| Roma kolnoa festival                                           | 10000,00    |
| Centro estivo ad Ostia                                         | 10000,00    |
| Educazione ebraica extra scolastica                            | 10000,00    |
| Residui                                                        | 41623,78    |
| Totale                                                         | 219623,78   |

### Unione chiese cristiane avventiste del settimo giorno
La somma ricevuta dall'Unione Chiese cristiane avventiste del settimo giorno deve essere impiegata per «interventi sociali, assistenziali, umanitari e culturali in Italia e all'estero, sia direttamente sia attraverso un ente all'uopo costituito», così come previsto dall'art. 30 della L. 516/1988.
Un apposito sito internet riporta un resoconto dettagliato per l'anno 2011, suddiviso sia per tipo di attività sia per ripartizione regionale, e un archivio completo dei resoconti di tutti gli anni precedenti. Per il 2011 gli avventisti hanno dichiarato il 5% di spese in gestione e pubblicità, nel 2003 la percentuale ammontava al 7,5%.

### Assemblee di Dio
I fondi sono destinati esclusivamente a progetti culturali e di solidarietà in Italia e all'estero (non sono finanziate le attività di culto).Il resoconto relativo al 2012 riporta i seguenti dati (in Euro):
- Rimanenza attiva al 31-12-2012: 689.377,26
  - Attivo Periodo: 404.724,49
  - Riporto dal 31 dicembre 2011: 285.152,77
- Erogazioni per interventi umanitari a persone e associazioni effettuate in Italia: 764.320,67
  - ADI-Aid (Adozione a distanza): 50.530
  - Assistenza anziani: 413.790
  - Assistenza tossicodipendenti: 250.000

TOTALE (al netto del riporto) 1.169.138,61

### Sacra Arcidiocesi ortodossa d’Italia ed Esarcato per l’Europa Meridionale
Per il mantenimento dei ministri di culto, la realizzazione e manutenzione degli edifici di culto e di monasteri, scopi filantropici, assistenziali, scientifici e culturali da realizzarsi anche in paesi esteri.

### Unione Cristiana Evangelica Battista d’Italia
Per interventi sociali, assistenziali, umanitari e culturali in Italia e all’estero.

### Unione Buddhista Italiana
Per interventi culturali, sociali ed umanitari anche a favore di altri paesi, nonché assistenziali e di sostegno al culto.

### Chiesa apostolica in Italia
Per interventi sociali, culturali ed umanitari, anche a favore di altri Paesi esteri.

### Unione Induista Italiana
Per sostentamento dei ministri di culto, esigenze di culto e attività di religione o di culto, nonché interventi culturali, sociali, umanitari ed assistenziali eventualmente pure a favore di altri paesi.

### Istituto Buddista Italiano Soka Gakkai
Per la realizzazione delle finalità istituzionali dell'Istituto e delle attività indicate all'articolo 12, comma 1, lettera a) della legge 28 giugno 2016 n.130 nonché ad interventi sociali e umanitari in Italia e all’estero, ad iniziative per la promozione della pace, del rispetto e difesa della vita in tutte le forme esistenti e per la difesa dell’ambiente.
| Anno | Gettito |
| ---- | ------- |
| 1990 | 398000  |
| 1991 | 446000  |
| 1992 | 529000  |
| 1993 | 573000  |
| 1994 | 569000  |
| 1995 | 590000  |
| 1996 | 653000  |
| 1997 | 680000  |
| 1998 | 756000  |
| 1999 | 839000  |
| 2000 | 904000  |
| 2001 | 897000  |
| 2002 | 961000  |
| 2003 | 1016000 |
| 2004 | 937000  |
| 2005 | 984000  |
| 2006 | 930000  |
| 2007 | 991278  |
| 2008 | 1002513 |
| 2009 | 967538  |
| 2010 | 1067032 |
| 2011 | 1118677 |
| 2012 | 1148076 |
| 2013 | 1032667 |
| 2014 | 1054310 |
| 2015 | 995462  |
| 2016 | 1011841 |
| 2017 | 1038916 |
| 2018 | 1005390 |
| 2019 | 1071519 |

## Ripartizione del gettito
Ogni cittadino contribuente può scegliere la destinazione dell'ottopermille del gettito IRPEF tra:
- Stato
- Chiesa cattolica

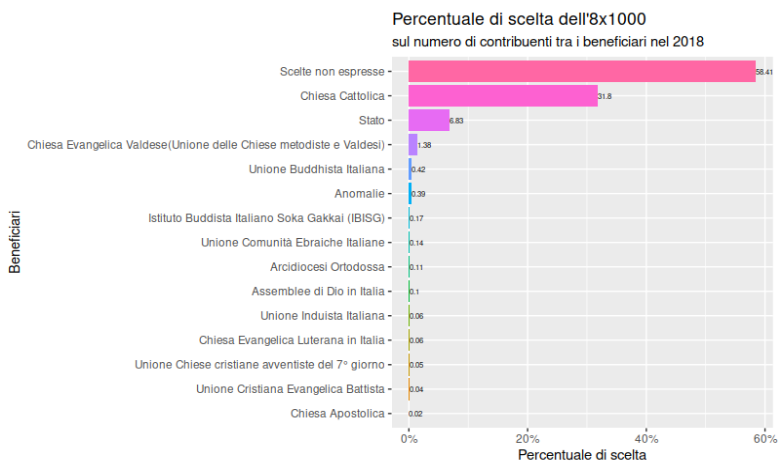
[https://www1.finanze.gov.it/finanze3/stat_8xMilleSerie/index.php?&req_classe=01 dati dal Dipartimento delle Finanze

- Chiesa cristiana avventista del settimo giorno
- Assemblee di Dio in Italia
- Unione delle Chiese metodiste e valdesi
- Chiesa evangelica luterana in Italia
- Unione delle comunità ebraiche italiane
- Sacra arcidiocesi ortodossa ed Esarcato per l'Europa meridionale
- Chiesa apostolica in Italia
- Unione cristiana evangelica battista d'Italia
- Unione induista italiana
- Unione buddhista italiana
- Istituto buddista italiano Soka Gakkai

La scelta si compie mettendo la propria firma in corrispondenza dell'istituzione prescelta.
La scelta non determina la destinazione della propria (del contribuente) quota di gettito fiscale, ma quella di una quota media uguale per tutti i cittadini. Lo Stato adotta la procedura seguente:
- determina le entrate IRPEF;
- ne determina l'8 permille;
- conta il numero di firme dei diversi enti;
- ripartisce l'otto per mille tra gli enti con la formula seguente: {\displaystyle q_{i}=G*{\tfrac {n_{i}}{N}}}

dove
{\displaystyle q_{i}} quota i-esima
{\displaystyle n_{i}} numero delle firme i-esime
{\displaystyle G} gettito
{\displaystyle N} numero totale delle firme
{\displaystyle i} che va da 1 al numero degli enti.
In questo modo le scelte dei contribuenti hanno tutte lo stesso peso, indipendentemente dal reddito del contribuente.
| Beneficiari                                                         | % scelte sul numero di contribuenti |
| ------------------------------------------------------------------- | ----------------------------------- |
| Scelte non espresse                                                 | 58,41 %                             |
| Chiesa Cattolica                                                    | 31,80 %                             |
| Stato                                                               | 6,83 %                              |
| Chiesa Evangelica Valdese (Unione delle Chiese metodiste e Valdesi) | 1,38 %                              |
| Unione Buddhista Italiana                                           | 0,42 %                              |
| Anomalie                                                            | 0,39 %                              |
| Istituto Buddista Italiano Soka Gakkai (IBISG)                      | 0,17 %                              |
| Unione Comunità Ebraiche Italiane                                   | 0,14 %                              |
| Assemblee di Dio in Italia                                          | 0,1 %                               |
| Arcidiocesi Ortodossa                                               | 0,11 %                              |
| Chiesa Evangelica Luterana in Italia                                | 0,06 %                              |
| Unione Induista Italiana                                            | 0,06 %                              |
| Unione Chiese cristiane avventiste del 7º giorno                    | 0,05 %                              |
| Unione Cristiana Evangelica Battista                                | 0,04 %                              |
| Chiesa Apostolica                                                   | 0,02 %                              |
| TOTALE                                                              | 100 %                               |

### Otto per mille non espressamente destinato dai contribuenti
L'esonero a presentare la dichiarazione per alcune categorie di contribuenti quali, ad es., i pensionati privi di altri redditi e la facoltà degli altri a rinunciare all'esercizio dell'opzione implica che le scelte siano espresse da una minoranza. Il documento più recente diffuso dal Dipartimento delle Finanze indica che solo il 41,75% dei contribuenti ha effettuato una scelta ai fini della ripartizione del reddito 2018 dichiarato nel 2019.
| Anno            | 1990  | 1991  | 1992  | 1993  | 1994  | 1995  | 1996  | 1997  | 1998  | 1999  | 2000  | 2001  | 2002  | 2003  | 2004  | 2005  | 2006  | 2007  | 2008  | 2009  | 2010  | 2011  | 2012  | 2013  | 2014  | 2015  | 2016  | 2017  | 2018  | 2019  | 2020  |
| --------------- | ----- | ----- | ----- | ----- | ----- | ----- | ----- | ----- | ----- | ----- | ----- | ----- | ----- | ----- | ----- | ----- | ----- | ----- | ----- | ----- | ----- | ----- | ----- | ----- | ----- | ----- | ----- | ----- | ----- | ----- | ----- |
| Scelte espresse | 55,23 | 52,92 | 40,23 | 43,03 | 43,70 | 42,36 | 44,51 | 41,15 | 38,93 | 37,31 | 38,33 | 39,62 | 41,03 | 41,17 | 40,86 | 41,36 | 42,94 | 43,07 | 43,41 | 44,29 | 44,66 | 45,72 | 45,81 | 46,22 | 45,59 | 43,15 | 42,43 | 41,79 | 41,20 | 40,47 | 40,70 |

Anche l'otto per mille dell'IRPEF di chi non esercita l'opzione viene distribuito, salvo loro rinuncia, tra i beneficiari, in proporzione alle scelte espresse. Oggi 2 soggetti hanno scelto di non accedere alla ripartizione della quota non espressa: la rinuncia è esercitata dalla Chiesa Apostolica in Italia, che ha scelto di non partecipare alla ripartizione delle quote non espresse, e dalle Assemblee di Dio in Italia, che invece devolvono la loro quota allo Stato.
Gli ultimi dati ufficiali completi sono i seguenti:
| Beneficiari                                                         | Anno di imposta erogato         | Anno di imposta erogato          | Anno di imposta erogato         | Anno di imposta erogato         | Anno di imposta erogato         | Anno di imposta erogato         | Anno di imposta erogato          | Anno di imposta erogato         | Anno di imposta erogato         | Anno di imposta erogato         | Anno di imposta erogato         | Anno di imposta erogato          | Anno di imposta erogato         | Anno di imposta erogato         | Anno di imposta erogato         | Anno di imposta erogato         | Anno di imposta erogato          | Anno di imposta erogato         | Anno di imposta erogato         | Anno di imposta erogato         | Anno di imposta erogato         | Anno di imposta erogato          | Anno di imposta erogato         | Anno di imposta erogato         | Anno di imposta erogato         |
| Beneficiari                                                         | Redditi 2008 ripartiti nel 2012 | Redditi 2008 ripartiti nel 2012  | Redditi 2008 ripartiti nel 2012 | Redditi 2008 ripartiti nel 2012 | Redditi 2008 ripartiti nel 2012 | Redditi 2009 ripartiti nel 2013 | Redditi 2009 ripartiti nel 2013  | Redditi 2009 ripartiti nel 2013 | Redditi 2009 ripartiti nel 2013 | Redditi 2009 ripartiti nel 2013 | Redditi 2010 ripartiti nel 2014 | Redditi 2010 ripartiti nel 2014  | Redditi 2010 ripartiti nel 2014 | Redditi 2010 ripartiti nel 2014 | Redditi 2010 ripartiti nel 2014 | Redditi 2011 ripartiti nel 2015 | Redditi 2011 ripartiti nel 2015  | Redditi 2011 ripartiti nel 2015 | Redditi 2011 ripartiti nel 2015 | Redditi 2011 ripartiti nel 2015 | Redditi 2012 ripartiti nel 2016 | Redditi 2012 ripartiti nel 2016  | Redditi 2012 ripartiti nel 2016 | Redditi 2012 ripartiti nel 2016 | Redditi 2012 ripartiti nel 2016 |
| Beneficiari                                                         | Scelte espresse valide          | % scelte sul numero contribuenti | % sul totale scelte             | Importi                         | % importi                       | Scelte espresse valide          | % scelte sul numero contribuenti | % sul totale scelte             | Importi                         | % importi                       | Scelte espresse valide          | % scelte sul numero contribuenti | % sul totale scelte             | Importi                         | % importi                       | Scelte espresse valide          | % scelte sul numero contribuenti | % sul totale scelte             | Importi                         | % importi                       | Scelte espresse valide          | % scelte sul numero contribuenti | % sul totale scelte             | Importi                         | % importi                       |
| ------------------------------------------------------------------- | ------------------------------- | -------------------------------- | ------------------------------- | ------------------------------- | ------------------------------- | ------------------------------- | -------------------------------- | ------------------------------- | ------------------------------- | ------------------------------- | ------------------------------- | -------------------------------- | ------------------------------- | ------------------------------- | ------------------------------- | ------------------------------- | -------------------------------- | ------------------------------- | ------------------------------- | ------------------------------- | ------------------------------- | -------------------------------- | ------------------------------- | ------------------------------- | ------------------------------- |
| Stato                                                               | 2.492.645                       | 5,98                             | 13,50                           | 205.765.971                     | 14,92                           | 2.547.300                       | 6,14                             | 13,74                           | 192.172.518                     | 15,07                           | 2.533.222                       | 6,10                             | 13,35                           | 170.347.958                     | 13,32                           | 2.904.884                       | 7,03                             | 15,35                           | 195.612.564                     | 15,71                           | 2.786.279                       | 6,73                             | 14,81                           | 187.173.782                     | 14,88                           |
| Chiesa Cattolica anticipo                                           | 15.310.750                      | 36,72                            | 82,92                           | 1.030.646.538                   | 74,72                           | 15.198.625                      | 36,62                            | 82,01                           | 1.004.839.287                   | 78,79                           | 15.604.034                      | 37,60                            | 82,24                           | 1.038.915.810                   | 81,25                           | 15.185.809                      | 36,75                            | 80,22                           | 1.013.054.493                   | 79,94                           | 15.226.291                      | 36,77                            | 80,91                           | 1.011.841.026                   | 80,46                           |
| Chiesa Cattolica conguaglio                                         |                                 |                                  |                                 | 117.430.056                     | 8,51                            |                                 |                                  |                                 | 27.828.310                      | 2,18                            |                                 |                                  |                                 | 15.394.892                      | 1,20                            |                                 |                                  |                                 | -17.592.045                     |                                 |                                 |                                  |                                 | 7.001.740                       | 0,56                            |
| Unione Chiese cristiane avventiste del 7° giorno                    | 31.349                          | 0,08                             | 0,17                            | 2.112.999                       | 0,15                            | 34.774                          | 0,08                             | 0,19                            | 2.328.002                       | 0,18                            | 34.793                          | 0,08                             | 0,18                            | 2.273.892                       | 0,18                            | 35.119                          | 0,08                             | 0,19                            | 2.399.406                       | 0,19                            | 29.448                          | 0,07                             | 0,16                            | 2.000.922                       | 0,16                            |
| Assemblee di Dio in Italia                                          | 39.579                          | 0,09                             | 0,21                            | 1.165.704                       | 0,09                            | 43.445                          | 0,10                             | 0,23                            | 1.270.403                       | 0,10                            | 46.740                          | 0,11                             | 0,25                            | 1.457.185                       | 0,11                            | 48.900                          | 0,12                             | 0,26                            | 1.517.586                       | 0,12                            | 44.229                          | 0,11                             | 0,24                            | 1.376.434                       | 0,11                            |
| Chiesa Evangelica Valdese (Unione delle Chiese metodiste e Valdesi) | 470.225                         | 1,13                             | 2,55                            | 14.154.983                      | 1,03                            | 570.415                         | 1,37                             | 3,08                            | 37.738.142                      | 2,96                            | 613.002                         | 1,48                             | 3,23                            | 40.803.722                      | 3,19                            | 604.345                         | 1,46                             | 3,19                            | 40.284.765                      | 3,24                            | 562.313                         | 1,36                             | 2,99                            | 37.392.222                      | 2,97                            |
| Chiesa Evangelica Luterana in Italia                                | 49.233                          | 0,12                             | 0,27                            | 3.355.940                       | 0,24                            | 58.566                          | 0,14                             | 0,32                            | 3.920.846                       | 0,31                            | 61.231                          | 0,15                             | 0,32                            | 4.042.474                       | 0,32                            | 63.378                          | 0,15                             | 0,33                            | 4.167.389                       | 0,33                            | 47.859                          | 0,12                             | 0,25                            | 3.126.440                       | 0,25                            |
| Unione Comunità Ebraiche Italiane                                   | 70.420                          | 0,17                             | 0,38                            | 4.723.175                       | 0,34                            | 79.860                          | 0,19                             | 0,43                            | 5.268.637                       | 0,41                            | 81.457                          | 0,20                             | 0,43                            | 5.432.074                       | 0,43                            | 87.510                          | 0,21                             | 0,46                            | 5.809.088                       | 0,47                            | 72.238                          | 0,17                             | 0,38                            | 4.752.189                       | 0,38                            |
| Unione Cristiana Evangelica Battista                                |                                 |                                  |                                 |                                 |                                 |                                 |                                  |                                 |                                 |                                 |                                 |                                  |                                 |                                 |                                 |                                 |                                  |                                 |                                 |                                 | 16.407                          | 0,04                             | 0,09                            | 1.125.518                       | 0,09                            |
| Chiesa Apostolica                                                   |                                 |                                  |                                 |                                 |                                 |                                 |                                  |                                 |                                 |                                 |                                 |                                  |                                 |                                 |                                 |                                 |                                  |                                 |                                 |                                 | 9.597                           | 0,02                             | 0,05                            | 286.757                         | 0,02                            |
| Arcidiocesi Ortodossa                                               |                                 |                                  |                                 |                                 |                                 |                                 |                                  |                                 |                                 |                                 |                                 |                                  |                                 |                                 |                                 |                                 |                                  |                                 |                                 |                                 | 23.135                          | 0,06                             | 0,12                            | 1.500.691                       | 0,12                            |
| TOTALE                                                              | 18.464.201                      | 44                               | 100                             | 1.379.355.366                   | 100                             | 18.532.985                      | 45                               | 100                             | 1.275.366.145                   | 100                             | 18.974.479                      | 46                               | 100                             | 1.278.668.007                   | 100                             | 18.929.945                      | 45,8                             | 100                             | 1.245.253.247                   | 100                             | 18.817.796                      | 45                               | 100                             | 1.257.577.721                   | 100                             |

Si può notare che solo nel caso delle Assemblee di Dio e della Chiesa Apostolica la percentuale degli importi corrisponde alla percentuale delle scelte sul numero contribuenti, negli altri casi corrisponde alla percentuale sul numero totale dei contribuenti.

### Scelte dei contribuenti
Le informazioni sulle scelte dei contribuenti non sono aggiornate perché il Ministero delle Finanze fornisce i dati solo alle confessioni religiose, che di rado li rendono pubblici.
Il Governo ha pubblicato un quadro delle scelte espresse, che si riferisce ancora alle dichiarazioni del 2004. I dati degli anni 2005, 2006, 2007, 2008 e 2010 sono consultabili dalle comunicazioni che il Governo fornisce alla Camera dei deputati e dal sito delle Chiesa Evangelica Valdese. I dati delle dichiarazioni dal 2005 al 2021 (riferiti ai redditi dal 2004 al 2020) sono forniti dal Dipartimento delle Finanze.
| Anno                       | 1990  | 1991  | 1992  | 1993  | 1994  | 1995  | 1996  | 1997  | 1998  | 1999  | 2000  | 2001  | 2002  | 2003  | 2004  | 2005  | 2006  | 2007  | 2008  | 2009  | 2010  | 2011  | 2012  | 2013  | 2014  | 2015  | 2016  | 2017  | 2018  | 2019  | 2020  | 2021  | 2022  |
| -------------------------- | ----- | ----- | ----- | ----- | ----- | ----- | ----- | ----- | ----- | ----- | ----- | ----- | ----- | ----- | ----- | ----- | ----- | ----- | ----- | ----- | ----- | ----- | ----- | ----- | ----- | ----- | ----- | ----- | ----- | ----- | ----- | ----- | ----- |
| Chiesa cattolica           | 76,17 | 81,42 | 84,94 | 85,70 | 83,60 | 83,68 | 82,56 | 81,58 | 83,36 | 86,58 | 87,17 | 87,25 | 88,83 | 89,16 | 89,81 | 89,82 | 86,05 | 85,01 | 85,01 | 82,92 | 82,01 | 82,24 | 80,22 | 80,91 | 81,23 | 81,22 | 79,87 | 79,36 | 78,51 | 77,18 | 71,74 | 70,37 | 69,52 |
| Stato                      | 22,31 | 16,70 | 13,00 | 12,42 | 14,08 | 13,87 | 14,43 | 14,52 | 13,36 | 11,04 | 10,35 | 10,28 | 8,65  | 8,38  | 7,74  | 7,60  | 11,18 | 11,95 | 11,65 | 13,50 | 13,74 | 13,35 | 15,35 | 14,81 | 14,37 | 14,02 | 14,11 | 14,86 | 15,65 | 16,58 | 22,62 | 23,99 | 24,62 |
| Chiese metodiste e valdesi | -     | -     | -     | -     | 1,10  | 1,10  | 1,48  | 1,59  | 1,33  | 1,10  | 1,21  | 1,27  | 1,32  | 1,39  | 1,43  | 1,60  | 1,80  | 2,05  | 2,30  | 2,55  | 3,08  | 3,23  | 3,19  | 2,99  | 2,75  | 2,64  | 3,22  | 3,16  | 3,13  | 3,34  | 2,91  | 2,87  | 2,94  |
| Unione Buddhista           | -     | -     | -     | -     | -     | -     | -     | -     | -     | -     | -     | -     | -     | -     | -     | -     | -     | -     | -     | -     | -     | -     | -     | -     | 0,39  | 0,71  | 1,01  | 0,95  | 0,96  | 1,03  | 0,95  | 0,99  | 1,09  |
| Buddhisti Soka Gakkai      | -     | -     | -     | -     | -     | -     | -     | -     | -     | -     | -     | -     | -     | -     | -     | -     | -     | -     | -     | -     | -     | -     | -     | -     | -     | -     | -     | 0,30  | 0,37  | 0,42  | 0,42  | 0,46  | 0,50  |
| Comunità ebraiche          | -     | -     | -     | -     | -     | -     | -     | 0,63  | 0,63  | 0,44  | 0,46  | 0,42  | 0,46  | 0,39  | 0,37  | 0,37  | 0,37  | 0,37  | 0,39  | 0,38  | 0,43  | 0,43  | 0,46  | 0,38  | 0,33  | 0,32  | 0,34  | 0,33  | 0,34  | 0,35  | 0,31  | 0,31  | 0,30  |
| Assemblee di Dio           | 0,95  | 1,30  | 1,57  | 0,53  | 0,33  | 0,36  | 0,41  | 0,44  | 0,50  | 0,21  | 0,21  | 0,20  | 0,20  | 0,20  | 0,19  | 0,18  | 0,18  | 0,20  | 0,21  | 0,21  | 0,23  | 0,25  | 0,26  | 0,24  | 0,23  | 0,23  | 0,23  | 0,24  | 0,24  | 0,25  | 0,24  | 0,24  | 0,24  |
| Arcidiocesi ortodossa      | -     | -     | -     | -     | -     | -     | -     | -     | -     | -     | -     | -     | -     | -     | -     | -     | -     | -     | -     | -     | -     | -     | -     | 0,12  | 0,12  | 0,14  | 0,18  | 0,21  | 0,22  | 0,26  | 0,23  | 0,23  | 0,24  |
| Unione Induista            | -     | -     | -     | -     | -     | -     | -     | -     | -     | -     | -     | -     | -     | -     | -     | -     | -     | -     | -     | -     | -     | -     | -     | -     | 0,11  | 0,10  | 0,12  | 0,12  | 0,13  | 0,14  | 0,13  | 0,13  | 0,15  |
| Evangelici luterani        | -     | -     | -     | -     | -     | -     | 0,32  | 0,60  | 0,38  | 0,31  | 0,32  | 0,31  | 0,29  | 0,27  | 0,26  | 0,25  | 0,23  | 0,25  | 0,26  | 0,27  | 0,32  | 0,32  | 0,33  | 0,25  | 0,20  | 0,36  | 0,17  | 0,17  | 0,17  | 0,16  | 0,14  | 0,12  | 0,12  |
| Avventisti                 | 0,57  | 0,58  | 0,49  | 1,35  | 0,89  | 1,00  | 0,80  | 0,64  | 0,44  | 0,32  | 0,28  | 0,27  | 0,25  | 0,22  | 0,20  | 0,18  | 0,19  | 0,17  | 0,18  | 0,18  | 0,19  | 0,18  | 0,19  | 0,16  | 0,14  | 0,13  | 0,14  | 0,13  | 0,13  | 0,13  | 0,16  | 0,12  | 0,12  |
| Unione Battista            | -     | -     | -     | -     | -     | -     | -     | -     | -     | -     | -     | -     | -     | -     | -     | -     | -     | -     | -     | -     | -     | -     | -     | 0,09  | 0,07  | 0,08  | 0,09  | 0,10  | 0,10  | 0,11  | 0,10  | 0,10  | 0,11  |
| Chiesa Apostolica          | -     | -     | -     | -     | -     | -     | -     | -     | -     | -     | -     | -     | -     | -     | -     | -     | -     | -     | -     | -     | -     | -     | -     | 0,05  | 0,06  | 0,05  | 0,05  | 0,06  | 0,05  | 0,06  | 0,05  | 0,05  | 0,06  |

#### Ripartizione del gettito
| Anno                                 | % scelte espresse sul totale del gettito IRPEF |                     | Stato (€)     | Chiesa cattolica (€) | Assemblee di Dio in Italia (€) | Unione italiana delle Chiese cristiane avventiste del 7º giorno (€) | Unione delle Chiese metodiste e valdesi (€) | Unione delle comunità ebraiche italiane (€) | Chiesa evangelica luterana in Italia (€) | Totale (€)       |
| ------------------------------------ | ---------------------------------------------- | ------------------- | ------------- | -------------------- | ------------------------------ | ------------------------------------------------------------------- | ------------------------------------------- | ------------------------------------------- | ---------------------------------------- | ---------------- |
| Redditi del 1998, ripartiti nel 2002 | 37,31%                                         | Scelte espresse     | 34.459.103    | 270.241.770          | 749.462                        | 998.814                                                             | 3.925.755                                   | 1.373.370                                   | 967.602                                  | 312.715.876      |
| Redditi del 1998, ripartiti nel 2002 |                                                | Scelte non espresse | 64.770.147    | 454.072.811          | 0                              | 1.678.255                                                           | 0                                           | 2.307.600                                   | 1.625.809                                | 524.454.622      |
| Redditi del 1998, ripartiti nel 2002 |                                                | Totale              | 99.229.250    | 724.314.581          | 749.462                        | 2.677.069                                                           | 3.925.755                                   | 3.680.970                                   | 2.593.411                                | 837.170.498      |
| Redditi del 1999, ripartiti nel 2003 | 38,33%                                         | Scelte espresse     | 35.855.302    | 301.981.320          | 727.499                        | 969.998                                                             | 4.191.779                                   | 1.593.569                                   | 1.108.570                                | 346.428.037      |
| Redditi del 1999, ripartiti nel 2003 |                                                | Scelte non espresse | 65.603.140    | 485.864.545          | 0                              | 1.560.652                                                           | 0                                           | 2.563.929                                   | 1.783.603                                | 557.375.869      |
| Redditi del 1999, ripartiti nel 2003 |                                                | Totale              | 101.458.442   | 787.845.865          | 727.499                        | 2.530.650                                                           | 4.191.779                                   | 4.157.498                                   | 2.892.173                                | 903.803.906      |
| Redditi del 2000, ripartiti nel 2004 | 39,62%                                         | Scelte espresse     | 36.537.390    | 310.105.768          | 710.844                        | 959.639                                                             | 4.513.860                                   | 1.492.772                                   | 1.101.808                                | 355.422.081      |
| Redditi del 2000, ripartiti nel 2004 |                                                | Scelte non espresse | 63.644.505    | 472.594.303          | 0                              | 1.462.469                                                           | 0                                           | 2.274.952                                   | 1.679.131                                | 541.655.360      |
| Redditi del 2000, ripartiti nel 2004 |                                                | Totale              | 100.181.895   | 782.700.071          | 710.844                        | 2.422.108                                                           | 4.513.860                                   | 3.767.724                                   | 2.780.939                                | 897.077.441      |
| Redditi del 2001 ripartiti nel 2005  | 41,03%                                         | Scelte espresse     | 34.129.120    | 350.484.362          | 789.112                        | 986.390                                                             | 5.208.143                                   | 1.814.958                                   | 1.144.213                                | 394.556.298      |
| Redditi del 2001 ripartiti nel 2005  |                                                | Scelte non espresse | 57.671.274    | 503.730.510          | 0                              | 1.417.681                                                           | 0                                           | 2.680.533                                   | 1.644.510                                | 567.144.508      |
| Redditi del 2001 ripartiti nel 2005  |                                                | Totale              | 91.800.394    | 854.214.872          | 789.112                        | 2.404.071                                                           | 5.208.143                                   | 4.495.491                                   | 2.788.723                                | 961.700.806      |
| Redditi del 2002 ripartiti nel 2006  | 41,17%                                         | Scelte espresse     | 33.234.917    | 353.606.833          | 753.536                        | 872.515                                                             | 5.512.713                                   | 1.546.732                                   | 1.070.814                                | 396.598.060      |
| Redditi del 2002 ripartiti nel 2006  |                                                | Scelte non espresse | 56.445.316    | 505.287.587          | 0                              | 1.246.784                                                           | 0                                           | 2.210.208                                   | 1.530.144                                | 566.720.039      |
| Redditi del 2002 ripartiti nel 2006  |                                                | Totale              | 89.680.233    | 858.894.420          | 753.536                        | 2.119.299                                                           | 5.512.713                                   | 3.756.940                                   | 2.600.958                                | 963.318.099      |
| Redditi del 2003 ripartiti nel 2007  | 40,86%                                         | Scelte espresse     | 31.234.392    | 362.423.877          | 766.735                        | 807.090                                                             | 5.770.695                                   | 1.493.116                                   | 1.049.217                                | 403.545.125      |
| Redditi del 2003 ripartiti nel 2007  |                                                | Scelte non espresse | 54.670.231    | 524.565.543          | 0                              | 1.168.167                                                           | 0                                           | 2.161.109                                   | 1.518.617                                | 584.083.669      |
| Redditi del 2003 ripartiti nel 2007  |                                                | Totale              | 85.904.624    | 886.989.420          | 766.735                        | 1.975.257                                                           | 5.770.695                                   | 3.654.226                                   | 2.567.834                                | 987.628.794      |
| Redditi del 2004 ripartiti nel 2008  | 41,83%                                         | Scelte espresse     | -             | -                    | -                              | -                                                                   | -                                           | -                                           | -                                        |                  |
| Redditi del 2004 ripartiti nel 2008  |                                                | Scelte non espresse | -             | -                    | -                              | -                                                                   | -                                           | -                                           | -                                        | -                |
| Redditi del 2004 ripartiti nel 2008  |                                                | Totale              | 83.542.043,21 | 928.364.294,37       | 778.226,02                     | 1.860.449,49                                                        | 6.917.564,63                                | 3.824.257,28                                | 2.583.957,62                             | 1.027.870.792,62 |
| Redditi del 2005 ripartiti nel 2009  | 43,43%                                         | Scelte espresse     | -             | -                    | -                              | -                                                                   | -                                           | -                                           | -                                        |                  |
| Redditi del 2005 ripartiti nel 2009  |                                                | Scelte non espresse | -             | -                    | -                              | -                                                                   | -                                           | -                                           | -                                        | -                |
| Redditi del 2005 ripartiti nel 2009  |                                                | Totale              | 130.594.137   | 913.216.482          | 875.924                        | 1.910.273                                                           | 8.298.225                                   | 3.926.672                                   | 2.440.904                                | 1.061.262.617    |
| Redditi del 2006 ripartiti nel 2010  | 43,50%                                         | Scelte espresse     | -             | -                    | -                              | -                                                                   | -                                           | -                                           | -                                        |                  |
| Redditi del 2006 ripartiti nel 2010  |                                                | Scelte non espresse | -             | -                    | -                              | -                                                                   | -                                           | -                                           | -                                        | -                |
| Redditi del 2006 ripartiti nel 2010  |                                                | Totale              | 151.950.433   | 977.010.978          | 999.882                        | 1.953.792                                                           | 10.248.789                                  | 4.252.371                                   | 2.873.224                                | 1.149.289.469    |
| Redditi del 2007 ripartiti nel 2011  |                                                | Scelte espresse     | -             | -                    | -                              | -                                                                   | -                                           | -                                           | -                                        |                  |
| Redditi del 2007 ripartiti nel 2011  |                                                | Scelte non espresse | -             | -                    | -                              | -                                                                   | -                                           | -                                           | -                                        | -                |
| Redditi del 2007 ripartiti nel 2011  |                                                | Totale              |               |                      |                                |                                                                     | 12.120.794,54                               |                                             |                                          |                  |

### Variazione delle percentuali nel corso degli anni
Nel corso del primo quindicennio si è assistito ad un graduale incremento della percentuale di firme espresse a favore della Chiesa cattolica e a una corrispondente riduzione delle firme espresse a favore dello Stato. Tuttavia negli ultimi anni si assiste a un'inversione di tendenza.
In particolare la percentuale della Chiesa cattolica, pari nel 1990 al 76,17% è salita nel 2004 all'89,81%, per poi calare all'86,05% nel 2006 e all'80,22% nel 2012, fino al 69,52% del 2022.
Tuttavia, poiché i contribuenti che non esercitano l'opzione sono più numerosi rispetto a quelli che lo fanno (nelle dichiarazioni dei redditi del 2007 solamente il 43,50% ha espresso un'opzione), la percentuale dei firmatari per la Chiesa cattolica sul totale dei contribuenti è di meno del 37% dei contribuenti, molto meno degli italiani che si dichiarano cattolici.
Le sottoscrizioni in favore dello Stato, che nel 1990 erano il 22,31%, hanno raggiunto il minimo storico nelle dichiarazioni del 2005 al 7,60%. Nelle ultime dichiarazioni hanno segnato una ripresa, con il 15,35% nelle dichiarazioni del 2012.
Le firme espresse a favore della chiesa valdese, che conta circa 20.000 membri, sono in continua crescita. Infatti nella dichiarazione dei redditi del 2008 erano 413.000 pari al 3,24% dei contribuenti, quasi il triplo rispetto al primo anno in cui era possibile sottoscrivere per i valdesi, il 1994, quando le sottoscrizioni furono l'1,10%. La regione con maggiori sottoscrizioni per la chiesa valdese è il Piemonte col 7,29%, seguito dalla Liguria col 3,69%, dal Lazio col 2,93%, dalla Toscana col 2,69% e dalla Lombardia col 2,43%.
Le erogazioni effettive a favore della Chiesa cattolica sono attualmente circa tre volte l'importo speso per il sostentamento del clero (questo è l'importo, che corrisponde approssimativamente all'assegno di congrua in vigore fino al 1989, tenendo conto dell'inflazione, come è logico considerando che il numero delle parrocchie non è cambiato significativamente e che i singoli stipendi non sono particolarmente elevati). Questo fatto ha portato vari osservatori a chiedersi se vi siano stati errori od omissioni nella formulazione delle leggi di implementazione del nuovo concordato o nella loro applicazione. Tali critiche sono discusse in una sezione successiva di questa voce.

### Spese pubblicitarie
Lo Stato decide di non investire nessuna somma in pubblicità. Per questa ragione l'iniziale consenso a favore dello Stato è calato sensibilmente. Viceversa la Chiesa cattolica investe somme consistenti (nel 2008 € 21.628.882 pari al 2,33% dei fondi ricevuti) in pubblicità, soprattutto in spot televisivi. Le chiese valdesi e metodiste nel 2008 hanno investito in pubblicità il 5,65%, pari a € 391.000, percentuale scesa al 5,60% nel 2009, con € 465.000.
Nell'aprile 2005, la RAI rifiutò di trasmettere "per motivi di ordine deontologico" uno spot della Chiesa valdese dal titolo "Molte scuole, nessuna chiesa", con il quale i Valdesi intendevano sottolineare, in polemica con la Chiesa cattolica, come i fondi ottenuti dall'8 per mille non sarebbero stati utilizzati a fini confessionali o pastorali, ma solo per progetti di solidarietà e assistenza.

## Erogazione dei contributi
Lo Stato si riserva tre anni per provvedere all'esatto conteggio e al versamento dei contributi alle rappresentanze delle confessioni religiose. Ogni anno, quindi, tutte le confessioni ricevono i finanziamenti relativi alla dichiarazione dei redditi di tre anni prima, ad eccezione della Chiesa cattolica che, secondo l'art. 47 della legge n. 222 del 20 maggio 1985, riceve invece un anticipo relativo all'anno in corso pari all'importo definitivo, che ad essa compete in relazione alla dichiarazione dei redditi di tre anni prima, oltre al conguaglio relativo al suddetto esercizio.
Dato che le somme erogate dallo Stato ogni anno e messe in bilancio dalle varie confessioni non coincidono con quelle che competono all'anno stesso e che in particolare i versamenti alla Chiesa cattolica comprendono conguagli o ratei relativi ad anni precedenti, gli importi discussi nel successivo paragrafo sull'utilizzo dei fondi, non devono essere confusi con gli importi di competenza dello stesso anno.

## Rendiconti
L'art. 44 della legge 222/85 prescrive che la CEI fornisca annualmente un rendiconto sull'impiego delle somme erogate e stabilisce che: La Conferenza episcopale italiana provvede a diffondere adeguata informazione sul contenuto di tale rendiconto e sugli scopi ai quali ha destinato le somme di cui all'articolo 47. Prescrizioni analoghe sono contenute nelle intese con le altre confessioni.
Questo compito viene soddisfatto formalmente tramite i giornali. Ad esempio ogni anno oltre che sul proprio notiziario la CEI pubblica a pagamento sui principali quotidiani a diffusione nazionale un'intera pagina relativa al rendiconto dell'anno precedente.
La disponibilità sul Web di informazioni dettagliate sull'utilizzo dei fondi dell'otto per mille da parte dello Stato e delle confessioni religiose è indispensabile affinché il contribuente possa esercitare un'opzione informata. Sintetici rendiconti annuali dal 2000 sono pubblicati on-line a partire dal 2005. La CEI ha inoltre prodotto anche un documento sintetico che abbraccia il periodo 1990-2007 che viene aggiornato annualmente ed uno di determinazione di spesa in base ai conguagli sulle aliquote di otto per mille Irpef degli anni precedenti e sugli anticipi delle quote per l'anno finanziario corrente. Ciò nonostante il documento scaricabile di maggior dettaglio è il rendiconto sui 6.275 interventi finanziati in tutto il mondo dalla CEI tra il 1990 e il 2004.
La documentazione prodotta da altre confessioni era molto incompleta ancora nel dicembre 2007 (la Chiesa valdese pubblicava la serie completa di percentuali sino al 2003. La Chiesa luterana comunicava sul proprio sito soltanto la percentuale di scelte delle dichiarazioni presentate nel 2000, 2001, e 2003. Ancora più incompleti i dati delle altre confessioni), ma è migliorato nel 2008. Ad ottobre 2011 valdesi, avventisti e luterani pubblicano dati relativi alle proprie erogazioni nel 2007 (verosimilmente legate alla denuncia IRPEF 2004). L'UCEI, invece, fornisce i rendiconti del contributo statale nominalmente del 2005 (cioè IRPEF 2002), ma che sarebbe stato erogato solo nel 2006. Il rendiconto sul WEB dei contributi erogati alle Assemblee di Dio sembra essere assente.
I rendiconti pubblicati normalmente contengono solo i titoli dei diversi progetti finanziati. Questi titoli non sono sufficienti perlopiù a consentire un controllo della "qualità della spesa" né della veridicità della classificazione delle spese stesse; un elemento indispensabile per chi volesse fare la propria scelta di contribuente in modo informato. Il problema si pone soprattutto quando beneficiario del contributo è un ente controllato o collegato alla confessione religiosa stessa. Ad esempio l'erogazione di contributi alla propria società editrice rientra effettivamente fra i contributi a "cultura, pace e diritti umani" o piuttosto è un sostegno alla propaganda religiosa?
Ad oggi questa informazione è ancora scarsa. La Corte dei Conti nel 2014 definì il sistema dell'8 per mille «opaco, senza controlli, senza informazione per i cittadini, discriminante dal punto di vista della pluralità religiosa», precisando che «non c'è nessuna descrizione, nemmeno sintetica, dell'uso che viene fatto dei fondi» sia da parte della Chiesa e altri soggetti confessionali, sia da parte dello Stato sui fondi di propria competenza, talora destinati a finanziare capitoli di spesa differenti e antitetici con la finalità stessa del sostituto d'imposta, quali gli interventi militari in Albania e nei Balcani.

Oltre alle disfunzioni nella gestione dei fondi, a partire dal 2015 la Corte ha evidenziato errori e anomalie riguardo alla reale attribuzione delle risorse nel rispetto della volontà espressa dai contribuenti, anche a causa dell'impossibilità per i singoli di verificare la corrispondenza fra le scelte indicate e la successiva trasmissione all'Agenzia delle Entrate da parte degli intermediari fiscali.

## Controversie

### Ripartizione delle scelte inespresse
La ripartizione delle scelte inespresse è effettuata secondo un criterio proporzionale rispetto a quelle espresse. Questo criterio, che secondo le principali critiche violerebbe di fatto il principio di equo sostegno alle confessioni religiose su cui avrebbe dovuto basarsi il sistema, fu definito già nel 1984 "una mostruosità giuridica" dallo storico Piero Bellini in un suo articolo per Il Sole 24 Ore, e criticato da diverse personalità del mondo laico e dello stesso mondo cattolico, compreso l'ex Presidente della repubblica Oscar Luigi Scalfaro.
Con riferimento all'Irpef sui redditi del 2000, fra chi ha presentato il modello 730 e il modello Unico (ricordando che è tenuto a presentare la dichiarazione solo chi ha superato i 3.000 euro di reddito, 4.800 euro per i lavoratori autonomi, 7.500 per i pensionati e 8.000 per i dipendenti) coloro che hanno effettuato una scelta sono stati il 61,3% mentre riferendosi al totale complessivo dei contribuenti (ivi compreso chi non è obbligato a presentare alcuna dichiarazione dei redditi, ma il solo CUD), tale percentuale scende al 39,62%, equivalente a 355.422.085 € su un ammontare totale dell'otto per mille di 897.077.447 €. Il restante 60,38% (ovvero 541.655.362 €), relativo alle scelte inespresse, è stato distribuito in modo proporzionale rispetto alle scelte espresse. In virtù di questo meccanismo si genera - a favore degli enti che accettano di partecipare alla ripartizione delle quote non espresse - un effetto moltiplicativo che, nel 2007, è stato pari a 2,3. In ragione di tale fattore moltiplicativo, il 5,20% di preferenze espresse per lo Stato e il 39,98% in favore della Chiesa cattolica hanno comportato, ad esempio, la ricezione da parte dei due enti rispettivamente dell'11,95% e dell'85,01% del gettito dell'imposta. Il problema è stato portato all'attenzione del Parlamento italiano nell'ambito di un'interpellanza promossa dal Coordinamento nazionale delle Consulte per la laicità delle istituzioni.
Si sostiene, da parte concordataria, che a tale scopo - consacrato nell'articolo 47 terzo comma della legge 20 maggio 1985 n. 222 - tendeva il tenore letterale delle intese intercorse tra Bettino Craxi e il cardinale Agostino Casaroli il 18 febbraio 1984, ratificate dal presidente Pertini previa autorizzazione parlamentare recata con legge 25 marzo 1985, n. 121: l'attuale disciplina (secondo cui la destinazione si stabilisce in proporzione alle scelte espresse) sarebbe coperta dall'obbligo concordatario sulla previa intesa in ordine alla revisione degli impegni finanziari dello Stato italiano nei confronti della Chiesa cattolica. Ma la medesima legge 121/1985 recava anche il relativo ordine di esecuzione, per cui è da ritenere che con essa si sia esaurita tutta la vicenda formale delle relazioni tra i soggetti di diritto internazionale “Repubblica italiana” e “Santa Sede”. Tutto il resto, a partire dai contenuti della legge 20 maggio 1985 n. 222, appare di stretta pertinenza dell'ordinamento statale: è propriamente nell'ambito della sovranità nazionale decidere in ordine alla destinazione della quota dell'otto per mille relativa alle scelte non espresse da parte dei contribuenti in sede di dichiarazione annuale dei redditi.

### Altri aspetti controversi
Ulteriori critiche mosse nei confronti dell'8 per mille tanto da organizzazioni religiose che da esponenti del mondo laico, si possono riassumere nei seguenti motivi:
- Diverse proposte sono state presentate per abolire il meccanismo dell'otto per mille o destinarlo ad altri fini ritenuti di maggiore utilità sociale, in particolare al finanziamento pubblico della ricerca scientifica[125], proposta verso cui stando a un'indagine condotta nel 2002 il 78% degli italiani si dichiarerebbe favorevole.[126]
- Lo Stato italiano, a differenza delle confessioni religiose inserite nella ripartizione, non fa alcuna pubblicità per sé e non informa su come destina questi fondi. Secondo Curzio Maltese, come riportato in una inchiesta sul quotidiano "La Repubblica" svolta nel 2007,[33] quando nel 1996 il ministro Livia Turco propose di destinare i fondi di competenza statale all'infanzia svantaggiata, il “cassiere”[127][128] della Conferenza Episcopale Italiana monsignor Attilio Nicora reagì duramente, sostenendo che «lo Stato non deve fare concorrenza scorretta nei confronti della Chiesa». Di tale dichiarazione, osserva il quotidiano ufficiale della Cei, non vi è traccia e lo stesso Maltese non ne ha mai fornito la fonte.[129]
- Un eventuale utilizzo in favore di programmi per l'infanzia dei fondi dell'8 per mille del gettito Irpef, "sembra andare oltre la disposizione pattizia attualmente vigente", una cui modifica "non potrebbe derivare da iniziative unilaterali da parte dello Stato". Lo afferma il presidente della Cei per i problemi giuridici, monsignor Attilio Nicora.[130]
- Le entrate dell'otto per mille sono devolute a organizzazioni religiose, solo se esse hanno concordato con lo Stato un'apposita intesa e questa è stata ratificata dal Parlamento.[131] Ciò esclude per ora alcuni movimenti religiosi numerosi come i musulmani e i testimoni di Geova, non fornendo alternative ai contribuenti di tali confessioni se non la devoluzione del proprio contributo allo Stato. L'Unione degli atei e degli agnostici razionalisti ritiene che l'inserimento di altre confessioni nella distribuzione dell'otto per mille aumenterebbe la percentuale di chi esprime una scelta, farebbe diminuire il numero delle scelte inespresse e ridurrebbe il divario tra la percentuale di scelte per un determinato ente e la percentuale del gettito devoluto all'ente stesso (vedi la precedente tabella). Sempre l'Unione degli atei e degli agnostici razionalisti sostiene che per questo motivo la Chiesa cattolica, attraverso i parlamentari cattolici, ha di fatto bloccato la ratifica dell'accordo (già sottoscritto) con i testimoni di Geova e impedito l'avvio di trattative con gli islamici: i fedeli di queste religioni grazie al meccanismo delle scelte inespresse porterebbero alle loro gerarchie un contributo ben superiore alla loro percentuale reale, con un mancato apporto economico per la Chiesa cattolica valutabile in centinaia di milioni di euro.[118]
- Sempre più in discussione non è tanto l'articolo 7 del dl 504/92, quanto l'interpretazione autentica che ne è stata fornita, con il Collegato alla Finanziaria 2006 e con il decreto legge Bersani-Visco[132][133].
- Il giornalista Carlo Tecce de Il fatto quotidiano in un suo articolo del marzo 2012 sostiene che gli spot commissionati dalla Chiesa cattolica pubblicizzano la sola destinazione agli interventi caritativi dei fondi raccolti tramite l'otto per mille ed evidenzia il fatto che l'effettiva percentuale impiegata per tali interventi (il 20%) non è, diversamente da quanto avveniva in precedenza, dichiarata nel messaggio pubblicitario[134].
- Nel 2009 non poche polemiche sono state suscitate dalla deviazione dei fondi spettanti allo Stato verso la Chiesa cattolica. Con l'atto del governo n. 121, predisposto ai primi di settembre da un presidente Berlusconi reduce dall'incidente diplomatico del 28 agosto con la Segreteria di Stato Vaticana, si è disposto che i 10 586 000 euro assegnati al capitolo "Beni culturali" siano finalizzati a restauri e interventi in favore di 26 immobili ecclesiastici. La maggioranza di centrodestra della commissione Bilancio di Montecitorio nel 2009 ha lamentato le finalità distorte e ha condizionato il parere finale a una serie di modifiche, contestando carenze e incongruenze del decreto.[135]
- Un ex abate di Montecassino è stato formalmente accusato di aver impiegato fondi provenienti dell'otto per mille per l'acquisto di droga e viaggi di piacere in hotel di lusso[136].
- L'ex vescovo di Trapani è stato formalmente accusato di aver impiegato fondi provenienti dell'otto per mille per l'acquisto di immobili di lusso[137].

### Normativa
- Sito con tutte le principali normative, su governo.it.
- Legge 222/85, testo completo in formato html, su governo.it.
- Decreto del presidente della Repubblica 10 marzo 1998, n. 76, in materia di "Regolamento recante criteri e procedure per l'utilizzazione della quota dell'otto per mille dell'IRPEF devoluta alla diretta gestione statale"
- D.P.R. 23 settembre 2002, n. 250 (recante modifiche ed integrazioni al D.P.R. 76/98) (PDF), su governo.it.

### Utilizzo dei fondi
- D.P.C.M. 23 novembre 2004, ripartizione della quota di otto per mille a gestione statale nel 2004 (PDF), su governo.it.
- Chiesa cattolica, Otto per mille - Destinazione ed impieghi anni 1990-2011
- Unione Chiese Metodiste e Valdesi, Gestione dei fondi dell'otto per mille Archiviato l'11 dicembre 2005 in Internet Archive.
- Gestione fondi della Chiesa evangelica luterana, su elki-celi.org (archiviato dall'url originale il 5 aprile 2005).
- Unione delle comunità ebraiche italiane, sezione otto per mille, su ucei.it. URL consultato il 3 settembre 2005 (archiviato dall'url originale il 25 ottobre 2005).
- Progetti finanziati dalla Chiesa avventista del settimo giorno, su ottopermilleavventisti.it. URL consultato il 16 marzo 2011 (archiviato dall'url originale il 19 maggio 2011).
- Evangelici pentecostali (Assemblee di Dio in Italia), su assembleedidio.org.

### Controversie
- Contro la montatura - Avvenire, su avvenire.it.
- L'invenzione dell'otto per mille dell'Associazione per i diritti degli utenti e consumatori, 1º settembre 2004
- Inchiesta de La Repubblica sui costi della chiesa cattolica (ottobre-dicembre 2007) (PDF), su civiltalaica.it. URL consultato l'11 luglio 2008 (archiviato dall'url originale il 3 marzo 2012).
- Vita, morte e miracoli inchiesta della trasmissione Report sul confronto dei sistemi di finanziamento alle religioni in Italia e negli USA
- Otto per mille dell'Unione degli atei e degli agnostici razionalisti